# 長鞭仿管鬚蟹
長鞭仿管鬚蟹（学名：Paralbunea dayriti）为管鬚蟹科仿管鬚蟹屬下的一个种。广泛分布在西太平洋，从中国、菲律宾到澳大利亚。底栖生物；深度范围6-46m。